# Piero Ceccarini
Piero Ceccarini (Livorno, 20 ottobre 1953) è un ex arbitro di calcio italiano.

## Carriera

### Arbitro

Ceccarini (sullo sfondo) segue l'azione del torinista Vincenzo Scifo nel campionato 1991-1992

Debuttò in Serie A nel 1989, vedendosi conferire nel 1992 la qualifica di arbitro internazionale. In seguito gli venne affidata la direzione della finale di Coppa delle Coppe 1994-1995 tra Saragozza e Arsenal, disputatasi a Parigi. L'anno successivo fu designato per il campionato d'Europa 1996, dove arbitrò la gara Spagna-Bulgaria. Nel 1997 diresse la finale di ritorno della Supercoppa UEFA tra Barcellona e Borussia Dortmund.
In ambito nazionale ha diretto la finale della Supercoppa italiana 1995 tra Juventus e Parma, e la finale di andata della Coppa Italia 1996-1997 tra Napoli e Vicenza. Vanta la direzione in numerose classiche del campionato italiano, tra cui due derby d'Italia, un derby di Milano, tre Inter-Roma, due Milan-Roma, due derby di Torino e due derby di Genova, oltre allo spareggio-retrocessione della Serie A 1994-1995 tra Padova e Genoa, e quello promozione di Serie B 1993-1994 tra Padova e Cesena. Nel 1995 vinse il Premio Mauro come miglior arbitro della Serie A.
Il suo nome è rimasto tuttavia legato principalmente all'incontro Juventus-Inter del 26 aprile 1998, disputatosi a Torino e decisivo per le sorti del campionato. Con i padroni di casa in vantaggio di un gol, Ceccarini non ritenne di dover sanzionare un contatto in area juventina tra Iuliano e Ronaldo: tale episodio alimentò veementi schermaglie tra le opposte fazioni, che monopolizzarono i media italiani nei giorni successivi, approdando perfino in Parlamento e sfiorando una crisi in seno alla Federcalcio. Ceccarini si dichiarò impossibilitato a giudicare l'azione, avendo assistito solo alla sua parte finale, ma fornì nel corso degli anni versioni contrastanti sulla propria valutazione a posteriori del fallo, oscillando fra l'assegnazione di un rigore o di una punizione indiretta per l'Inter e la concessione di una punizione diretta a favore della Juventus.

Ceccarini circondato dai giocatori interisti nel convulso derby d'Italia del 26 aprile 1998

Nella stagione successiva, in occasione della partita di Coppa Italia tra Inter e Lazio, fu protagonista di un singolare episodio propiziando, con una deviazione involontaria, la rete del nerazzurro Zé Elias. Sempre nel 1999 terminò la propria carriera, per sopraggiunti limiti d'età: l'ultimo incontro da lui diretto fu Parma-Piacenza del 23 maggio.

### Dirigente
Come dirigente è stato presidente del Comitato toscano dell'AIA dal 1999 al 2002 e, contemporaneamente, è stato associato della sezione AIA di Livorno fino al 2006, anno in cui è stato eletto presidente. Per la stagione 2009-2010 è stato in carica quale vice commissario alla CAN di Serie D, mentre dalla stagione 2010-2011 è stato in carica quale vice commissario alla CAN PRO fino al termine della stagione 2013-2014.
Nel 2004 decise di candidarsi alla Presidenza dell'AIA in contrapposizione a Tullio Lanese, ma in seguito rinunciò non raccogliendo le firme necessarie per sostenere la candidatura. È stato inoltre, per un breve periodo, anche osservatore arbitrale dell'UEFA. Nel luglio 2015 lascia l'Associazione Italiana Arbitri per iniziare l'attività di team manager della Pro Livorno Sorgenti.
Nel 2023 entra nella dirigenza del Cenaia, squadra dilettantistica pisana, come responsabile delle pubbliche relazioni della società.